# تثبیت پیمانه
در فیزیک نظریه های پیمانه ای، تثبیت پیمانه (یا انتخاب یک پیمانه) (به انگلیسی: Gauge fixing) روشی ریاضی برای سرکردن با درجات آزادی اضافی در متغیرهای میدانی است. بنا به تعریف، یک نظریه پیمانه ای هر پیکربندی متمایزی از سیستم را به صورت یک رده هم ارزی از جزئیات پیکربندیهای میدان های محلی نمایش می دهد. هر دو پیکربندی جزئی که در یک رده هم ارزی قرار داشته باشند با یک تبدیل پیمانه ای به هم مرتبط هستند. بیشتر پیش بینی های کمّی فیزیکی یک نظریه پیمانه ای از طریق سرکوب یا نادیده گرفتن درجات آزادی غیرفیزیکی به دست می آیند.